# Rabenschlacht

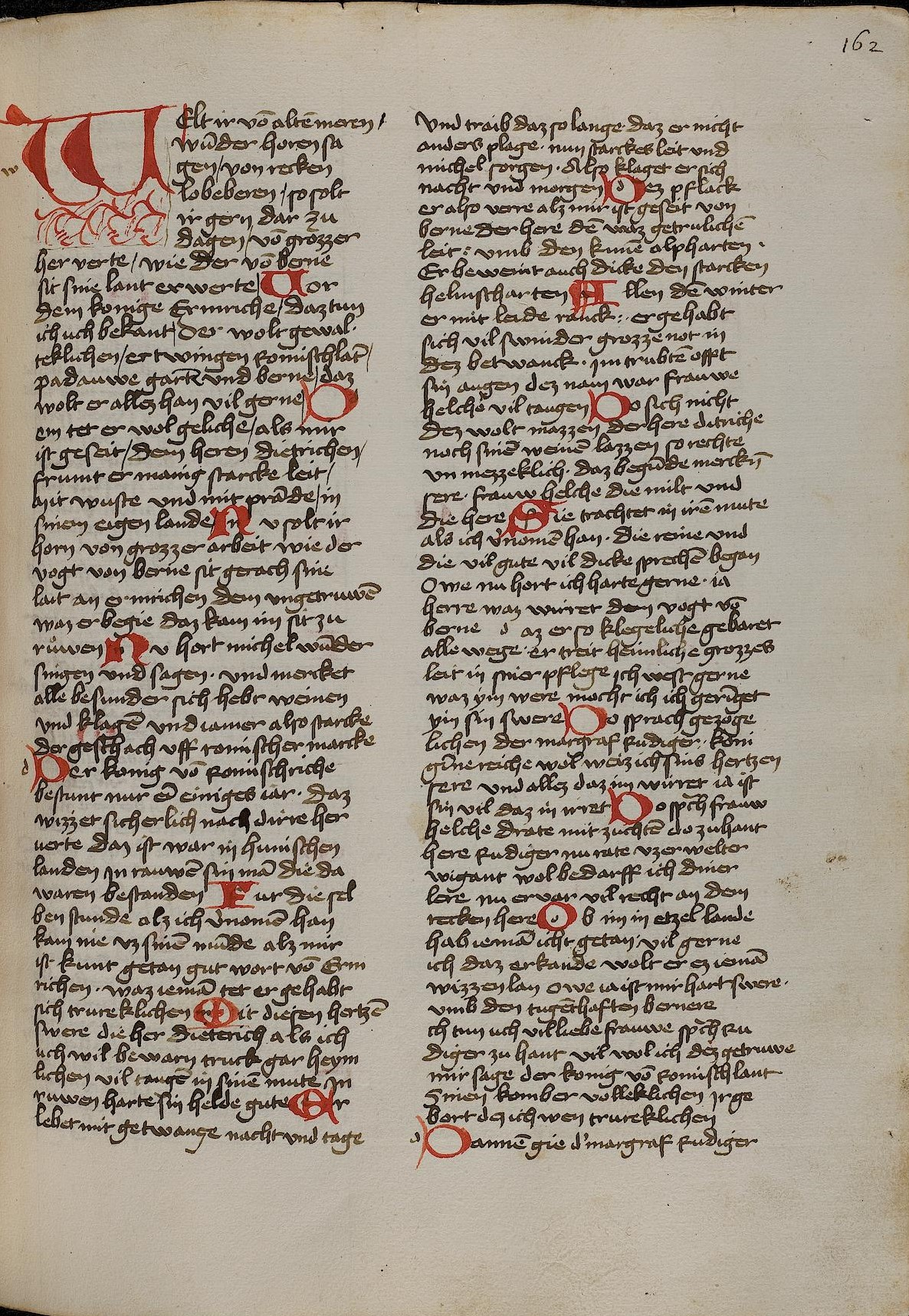
Prima pagina del manoscritto P del Rabenschlacht. UBH Cpg 314 fol. 162r.

Die Rabenschlacht ("La battaglia di Ravenna") è un anonimo poema in medio alto-tedesco del XIII secolo sull'eroe Dietrich von Bern, la leggendaria controparte dello storico re ostrogoto Teodorico il Grande. Il poema fa parte del materiale sul cosiddetto Dietrich "storico" ed è strettamente correlato e tramandato assieme ad un secondo poema, la Dietrichs Flucht, ovvero "La Fuga di Dietrich". Un tempo si pensava che entrambe le opere fossero state scritte dallo stesso autore, forse un certo Heinrich der Vogler, ma le differenze stilistiche hanno portato studiosi più recenti ad abbandonare questa idea.
La Rabenschlacht racconta di un fallito tentativo da parte dell'esiliato Dietrich di reclamare il suo regno nell'Italia settentrionale dall'infido zio Ermenrich, con l'aiuto di un esercito fornitogli da Attila, re degli Unni. Nel corso di questo tentativo, il fratello minore di Dietrich e i giovani figli di Attila, avuti da sua moglie Helche, vengono uccisi da Witege, ex vassallo di Dietrich, nei pressi di Ravenna. Witege, quindi, piuttosto che affrontare Dietrich, fugge in mare e viene salvato da una sirena. Il poema potrebbe essere un debole riflesso della morte del figlio di Attila Ellac nella battaglia del Nedao del 454, combinato con l'assedio di Ravenna da parte di Teodorico il Grande nel 491-493. Sarebbe quindi una delle parti più antiche delle leggende su Dietrich von Bern.

## Trama
La Rabenschlacht inizia un anno dopo la fine della Dietrichs Flucht, con Dietrich ancora in esilio presso la corte di Attila. Dietrich è ancora rattristato per la perdita dei suoi uomini nel poema precedente, in particolare di Alphart. Attila annuncia che darà a Dietrich un nuovo esercito, e sua moglie Helche lo rallegra, annunciando una grande festa per celebrare il matrimonio di Dietrich con Herrat, la propria nipote. Helche, tuttavia, è turbata da un sogno in cui un drago selvaggio cattura i suoi due figli e li fa a pezzi. Nel frattempo, il nuovo esercito viene radunato a Etzelburg, la capitale del regno degli Unni. Orte e Scharpfe, figli di Attila ed Helche, implorano la madre di entrare a far parte dell'armata. Attila e Dietrich intervengono in questa conversazione ed il primo rifiuta categoricamente. Dietrich, tuttavia, promette di prendersi cura dei giovani principi, convincendo Helche, così che Orte e Scharpfe possano unirsi all'esercito.
L'esercito giunge in Italia, dove viene accolto dai vassalli di Dietrich, rimastigli fedeli dopo l'ultima campagna. Dietrich viene a sapere che Ermenrich ha radunato un grande esercito a Ravenna. Si dirige dunque a Bern (Verona), dove è rimasto il suo giovane fratello Diether. Dietrich decide di affidare il fratello, assieme ai figli di Attila, nelle mani dell'anziano guerriero Elsan, quindi marcia verso Ravenna. I ragazzi, tuttavia, con il pretesto di volere vedere la città, convincono un riluttante Elsan a lasciarli partire. Si perdono e finiscono sulla strada per Ravenna, mentre Elsan li cerca disperato. Dopo aver trascorso una notte fuori città, raggiungono la riva del mare, e all'alba incontrano Witege. Diether riferisce ai figli di Attila che Witege è un guerriero che ha tradito Dietrich, così i tre giovani guerrieri lo attaccano. Dopo un arduo combattimento, Witege riesce infine a ucciderli tutti; è profondamente addolorato e lamenta in particolare la morte di Diether.
Nel frattempo, Dietrich combatte un'estenuante battaglia di dodici giorni fuori Ravenna, sconfiggendo Ermenrich, che fugge nella città. Il suo perfido consigliere Sibeche, tuttavia, viene catturato da Eckehart, che lo lega nudo ad un cavallo e lo trascina attraverso il campo di battaglia per vendicare la morte degli Harlungen, avvenuta dietro suo consiglio. Mentre i morti vengono raccolti per essere sepolti, Elsan giunge con la notizia che i figli di Etzel sono scomparsi. Il guerriero Helpfrich giunge quindi con la notizia della loro morte. Dietrich rinviene i loro corpi in riva al mare e scoppia in un pianto disperato. Riconosce che le ferite sui corpi dei giovani guerrieri possono essere state inflitte solo da Mimming, la formidabile spada di Witege. Questi viene quindi avvistato, Dietrich salta sul suo cavallo per attaccarlo, ma Witege fugge sul suo destriero Schemming. Con lui c'è anche suo zio, Rienolt, che invece si volge per combattere con Dietrich e viene da lui ucciso. Dietrich insegue Witege fino al bordo del mare e quasi lo cattura, ma questi si getta a cavallo in acqua, dove viene salvato dallo spirito marino Wachilt (identificato nella Thidrekssaga come sua bisnonna). Ella gli dice che Dietrich era talmente incandescente di rabbia che la sua armatura si era ammorbidita, e pertanto Witige avrebbe potuto facilmente sconfiggerlo. Ora, tuttavia, l'armatura si era indurita e trenta Witige non avrebbero potuto nulla contro di lui. Dietrich nel frattempo piange sulla riva. Torna a Ravenna, dove Ermenrich si è fortificato, e assalta la città. Ermernich riesce tuttavia a fuggire, e Dietrich ordina che la città venga bruciata, mentre gli abitanti si arrendono. Rüdiger torna in Hunland per portare ad Attila la notizia della morte dei suoi figli, ma i cavalli di Orte e Scharpfe erano già giunti a Etzelburg con le selle insanguinate. Helche è fuori di sé, ma Rüdiger riesce a calmarla. Attila comprende che la morte dei suoi figli non è da imputare a Dietrich, e questi ritorna alla corte di Attila ed entra nuovamente nelle sue grazie e in quelle di Helche.

## Datazione, creazione e trasmissione
La Rabenschlacht è tramandata, insieme alla Dietrichs Flucht, in quattro manoscritti completi e in uno frammentario:
- Manoscritto Riedegger (R), Staatsbibliothek Berlin, Ms. germ 2 o 1062, su una pergamena della fine del XIII secolo, dalla Bassa Austria. Contiene vari testi letterari.[6]

- Manoscritto Windhager (W), Österreichische Nationalbibliothek Vienna, Cod. 2779, pergamena, primo quarto del XIV secolo, dalla Bassa Austria. Contiene vari testi letterari e il Kaiserchronik.[6]

- Universitätsbibliothek Heidelberg (P), Cpg 314, carta, 1443/47, da Augusta. Contiene vari testi letterari.[6]

- Ambraser Heldenbuch (A), Österreichische Nationalbibliothek Vienna, Cod. Serie Nova 2663, pergamena, 1504/1515, dal Tirolo. Vari testi letterari.[7]

- Universitätsbibliothek Graz, Ms. 1969 (S), pergamena, metà XIV secolo, in dialetto austro-bavarese. Contiene un frammento della Rabenschlacht.[8]

Le origini dei primi manoscritti ed il dialetto utilizzato nel poema indicano che fu composto in Austria, prima del 1300. La maggior parte degli studiosi moderni ritiene che la Rabenschlacht sia stata composta prima della Dietrichs Flucht: Joachim Heinzle osserva che la Rabenschlacht contiene allusioni al Willehlam di Wolfram von Eschenbach (1220 circa), dunque non può essere stata composta prima di quello. Werner Hoffmann suggerisce che la Rabenschlacht potrebbe essere stata scritta intorno al 1270, prima di essere rielaborata e unita alla Dietrichs Flucht nel 1280. Victor Millet si domanda se la Rabenschlacht sia davvero un'opera precedente a Dietrichs Flucht, ed Elisabeth Lienert suggerisce che le poesie possano essere state effettivamente composte più o meno nello stesso periodo, sebbene debbano essere esistite versioni più antiche della Rabenschlacht.
Come per quasi tutti i poemi epici tedeschi, la Rabenschlacht è anonima. I primi studiosi credevano che sia la Dietrichs Flucht che la Rabenschlacht condividessero un solo autore, probabilmente Heinrich der Vogler, tuttavia le differenze formali e stilistiche tra i due poemi epici hanno condotto all'abbandono di questa teoria. La trasmissione del manoscritto, tuttavia, rende chiaro che i due poemi erano visti come un'opera unica dai contemporanei. Qualcuno, forse Heinrich der Vogler, ha anche rielaborato entrambi i testi in modo tale che i loro contenuti non si contraddicessero a vicenda.

## Forma metrica
La Rabenschlacht consiste di 1140 strofe uniche, in una forma che non si trova in nessun altro poema. Come altri poemi epici suddivisi in strofe, probabilmente anche questo doveva essere cantato, ma nessuna melodia sopravvive. Heinzle analizza la strofa come composta da tre "Langzeilen", ovvero "versi lunghi", rimati alle cesure : a || b, a || b, c || c . Il primo verso è composto da tre piedi metrici prima della cesura, seguiti da tre piedi aggiuntivi; il secondo da tre piedi prima della cesura, poi altri quattro piedi; il terzo da tre piedi prima della cesura, e cinque, in certi casi anche sei, sei piedi aggiuntivi. Heinzle riporta il seguente esempio come tipico:
Welt ir in alten maeren a || wunder hoeren sagen, b
von recken lobebaeren, a || sô sult ir gerne dar zuo dagen. b
von grôzer herverte, c || wie der von Bern sît sîniu lant erwerte c
In alcune strofe, le rime alla cesura nel primo e nel secondo verso sono assenti, dando forma ad uno schema del tipo: x | b, x | b, c | c. È anche possibile interpretare la strofa come composta da sei versi più brevi, con schema metrico ABABCC. Di conseguenza, la stessa strofa di cui sopra è riportata nell'edizione di Elisabeth Lienert e Dorit Wolter come:
Welt ir in alten mæren a
wnder horen sagen b
von rekchen lobewæren, a
so sult ir gerne dar zů dagen. b
Von grozer herverte, c
wie der von Bern sit siniu lant erwerte c

## Genere e temi
La Rabenschlacht è stata descritta come "elegiaca" e "sentimentale", in particolare in relazione alla Dietrichs Flucht. Stilisticamente, il poema si distingue per le sue iperboli nelle sue raffigurazioni di violenza - la battaglia di Ravenna dura dodici giorni e i guerrieri combattono letteralmente in un fiume di sangue, tra montagne di cadaveri - ed emozioni, in particolare di dolore. Il numero di guerrieri coinvolti è similmente esagerato, con l'esercito di Ermenrich che includeva 1.100.000 (eilf hundert tūsent) guerrieri o più. Né Werner Hoffmann né Victor Millet vedono la poesia come particolarmente eroica, con Millet che osserva che nonostante tutto la poesia non critica l'uso della violenza.
Il poema fa numerose allusioni al Nibelungenlied, a cominciare dall'inizio, che cita la strofa di apertura della versione C di detto poema. Edward Haymes e Susan Samples suggeriscono che il poema esista come una sorta di "prequel" dei Nibelunghi. Nel corso del poema, i personaggi del Nibelungenlied, come Sigfrido, Gunther e Volker, nonché il loro nemici, Liudegast e Liudeger, combattono al fianco di Ermenrich. Sigfrido viene sconfitto da Dietrich e costretto a implorare per aver salva vita, confermando la superiorità di quest'ultimo. Michael Curschmann sostiene gli incontri tra Dietrich e Siegfried in questo poema e nel Rosengarten zu Worms hanno le loro origini in una tradizione orale. Tuttavia, Elisabeth Lienert considera le battaglie nella Rabenschlacht come parte di una rivalità letteraria tra le due tradizioni, una relazione intertestuale. Il poema include anche allusioni ad altri testi letterari del tredicesimo secolo, compreso il Willehalm di Wolfram von Eschenbach. Ciò conferma la sua natura di testo letterario, in dialogo con altra letteratura.

## Relazione con la tradizione orale
Lo schema generale della storia raccontata nella Rabenschalcht sulla morte dei figli di Attila ed Helche, è spesso considerato uno dei componenti più antichi della leggenda di Teodorico. Viene accennato per la prima volta nel Nibelungenklage, un poema probabilmente scritto poco dopo il Nibelungenlied (c.1200). Una vecchia pubblicazione proponeva una canzone gotica come prima versione. Secondo questa teoria, la canzone è stata ispirata dalla battaglia di Nedao (454), una ribellione di tribù germaniche avvenuta dopo la morte di Attila l'Unno, in cui morì il suo figlio prediletto successore Ellac. Si pensa che il padre di Teodorico il Grande, Teodemiro, abbia combattuto dalla parte degli Unni in questa battaglia, e che le sue gesta vennero associate al più famoso figlio nella tradizione orale. Elisabeth Lienert suggerisce che l'ambientazione del poema a Ravenna potrebbe essere stata influenzata dallo storico Teodorico il Grande che assediò in tale città il suo nemico Odoacre dal 491 al 493. Il personaggio di Witige si pensa sia stato influenzato da Vitige, Re gotico e usurpatore che cedette Ravenna all'Impero bizantino. Allo stesso modo si pensa che Diether abbia una connessione con lo storico Teodato, che fu tradito da Vitige che usurpò il trono ostrogoto. Werner Hoffmann suggerisce che il ruolo piuttosto ridotto di Ermenrich nella Rabenschlacht sia dovuto al fatto che la storia originale di Witige che uccide i figli di Etzel e Diether possa essere stata inserita solo in modo approssimativo nel quadro più ampio delle vicende riguardanti l'esilio di Dietrich. Joachim Heinzle respinge in gran parte tali tentativi di dedurre le radici del poema in quanto ritenuti infruttuosi.
Una versione alternativa degli eventi narrati della Rabenschlacht si trova nella Thidrekssaga norvegese. In tale poema viene detto che il re Ermanrik fu indotto ad attaccare suo nipote Didrik a causa del suo consigliere Sifka (Sibeche in medio alto-tedesco), che intendeva di vendicare lo stupro di sua moglie da parte del re, conducendolo verso la rovina. Didrik è costretto in esilio presso la corte di Attila e fa un tentativo di tornare nel suo regno con un esercito di unni, portando con sé suo fratello Thether (Diether) e i due figli di Attila, Erp ed Ortwin. L'esercito combatte una gloriosa battaglia contro Ermanrik a Gronsport sulla Mosella e lo sconfigge. Durante la battaglia, però, Wiðga (Witege) uccide Thether, Erp e Ortwin, e Didrik, furioso, lo insegue, sputando fuoco, fino a quando quest'ultimo scompare nella foce (in realtà inesistente) della Mosella nel mare. Didrik scaglia la sua lancia contro Wiðga, ed ancora oggi questa può essere veduta. Didrik torna quindi in esilio. Joachim Heinzle osserva che non è chiaro quante delle differenze tra la versione trovata in Die Rabenschlacht e quella trovata nel Thidrekssaga sia opera del compilatore di quest'ultimo o provenga da versioni alternative in circolazione orale. L'Heldenbuch-Prosa tardo-medievale corrobora la versione della Thidrekssaga della storia con il perché Sibeche tradì Ermenrich, ed è chiaro che il compositore dell'Heldenbuch-Prosa non aveva accesso alla Thidrekssaga. Ciò indica che almeno alcuni dei cambiamenti della Thidrekssaga possono provenire dalla tradizione orale, indicando l'esistenza di più versioni della storia. Lo studioso Norbert Voorwinden ha suggerito che l'autore della Rabenschlacht fosse ampiamente ignaro della tradizione orale, creando un'opera completamente nuova sulla base di un'allusione alla morte dei figli di Etzel nel Nibelungenklage.
Sono stati fatti dei tentativi per collegare i cataloghi di guerrieri trovati nell'opera con segni della teoria dell'oralità.

## Edizioni
- Martin (a cura di), Die Rabenschlacht, in Deutsches Heldenbuch, vol. 2, Berlin, Weidmann, 1866,  pp. 219-326.

- Lienert (a cura di), Rabenschlacht: textgeschichtliche Ausgabe, Tübingen, Niemeyer, 2005, ISBN 3-484-64502-4.